# Hister judaicus
Hister judaicus är en skalbaggsart som beskrevs av Miłosz A. Mazur 2008. Hister judaicus ingår i släktet Hister och familjen stumpbaggar. Inga underarter finns listade i Catalogue of Life.